# خيرمان ريفيرا
خيرمان ريفيرا (بالإنجليزية: Germán Rivera)‏ هو لاعب كرة قاعدة أمريكي، ولد في 6 يوليو 1960 في سانتورس ‏ في الولايات المتحدة.

## وصلات خارجية
- خيرمان ريفيرا على موقع الدوري الياباني لكرة القاعدة (الإنجليزية)
- خيرمان ريفيرا على موقعبيزبول رفرنس.كوم (الدوري الرئيسي) (الإنجليزية)
- خيرمان ريفيرا على موقعبيزبول رفرنس.كوم (الدوري الثانوي) (الإنجليزية)
- خيرمان ريفيرا على موقع مشجعي الرسوم البيانية (الإنجليزية)